# Karl Neumer
Karl Neumer (23 de febrero de 1887-16 de mayo de 1984) fue un deportista alemán que compitió en ciclismo en la modalidad de pista.
Participó en los Juegos Olímpicos de Londres 1908, obteniendo dos medallas, plata en la prueba de persecución por equipos y bronce en 660 yardas. Ganó dos medallas plata en el Campeonato Mundial de Ciclismo en Pista, en los años 1909 y 1910.

## Medallero internacional
| Juegos Olímpicos   | Juegos Olímpicos       | Juegos Olímpicos  | Juegos Olímpicos         |
| Año                | Lugar                  | Medalla           | Competición              |
| ------------------ | ---------------------- | ----------------- | ------------------------ |
| 1908               | Londres (Reino Unido)  | Medalla de plata  | Persecución por equipos  |
| 1908               | Londres (Reino Unido)  | Medalla de bronce | 660 yardas               |
| Campeonato Mundial |                        |                   |                          |
| Año                | Lugar                  | Medalla           | Competición              |
| 1909               | Copenhague (Dinamarca) | Medalla de plata  | Velocidad individual (A) |
| 1910               | Bruselas (Bélgica)     | Medalla de plata  | Velocidad individual (A) |